# ويليام غريني (سياسي أمريكي)
ويليام غريني (بالإنجليزية: William Greene) هو قاضي وسياسي أمريكي، ولد في 16 أغسطس 1731 في ورك في المملكة المتحدة، وتوفي بنفس المكان في 29 نوفمبر 1809. انتخب حاكم رود آيلاند ‏ (4 مايو 1778 – 3 مايو 1786).